# Roztwór doskonały
Roztwór doskonały – roztwór spełniający prawo addytywności właściwości fizykochemicznych. Podczas mieszania składników roztworów doskonałych nie zmieniają one swoich właściwości, nie następuje zmiana objętości układu, a ciepło tego procesu jest zerowe.
Roztwory doskonałe spełniają prawo Raoulta oraz prawo Daltona (w przypadku roztworów gazowych).
Roztwory zbliżone do doskonałych uzyskuje się przy mieszaniu związków o zbliżonych właściwościach, np. benzenu i toluenu, natomiast np. mieszanina wody i etanolu stanowi roztwór rzeczywisty (co objawia się m.in. kontrakcją objętości).